# Человек в штатском
«Человек в штатском» — советский художественный фильм.
Автор сценария — советский разведчик Дмитрий Быстролётов, фильм основан на подлинной истории из его жизни.

## Сюжет
1930-е годы. Советский разведчик прибывает в Берлин под именем венгерского графа Пирельи де Кирельгазе. Его задание — вступить в контакт с группой военных и дипломатов, оппозиционно настроенных к нацистскому режиму. Случайно познакомившись с сотрудницей гестапо Дорис Шёрер, мечтающей о знатном муже, он использует её расположение для передачи на родину сведений о военном потенциале Германии и её подготовке к войне.

## В ролях
- Юозас Будрайтис — Сергей (граф Переньи де Киральгазе)
- Николай Гриценко — Эрих, барон Остен-Фельзен, полковник Генштаба
- Ирина Скобцева — Изольда, баронесса Остен-Фельзен
- Людмила Хитяева — Дорис Шёрер, штурмфюрер СС
- Владимир Дружников — Степан (прототип — Николай Самсонов)
- Альгимантас Масюлис — штандартенфюрер Швебе
- Владимир Кенигсон — начальник Иностранного отдела НКВД, комиссар госбезопасности 3 ранга
- Олег Голубицкий — штурмбаннфюрер  Кемпнер
- Янис Грантиньш (в титрах Я. Грантинь) — Рудольф фон Зитерт, советник министерства иностранных дел
- Владимир Козел — штурмбаннфюрер  Гольц
- Эдуард Изотов — Всеволод, он же Алекс фон Путилов (прототип Иосиф Леппина)
- Лариса Виккел — связная Сергея (прототип Эрика Ванштейн)
- Феликс Яворский
- Нина Агапова — жена Гехта
- Константин Забелин — Гехт
- Александр Хвыля — управляющий банка
- Анатолий Соловьёв — штурмбаннфюрер  фон Бюлов
- Вадим Грачёв — фон Ревентгоф
- Владимир Балон — офицер СС
- Владимир Протасенко — гестаповец
- Николай Бармин
- Вячеслав Гостинский — Шульц
- Иван Жеваго — камердинер Карл
- Зоя Исаева — горничная
- Алфонс Калпакс (в титрах А. Калпак)
- Юрий Прокопович
- Дмитрий Быстролётов — ректор (не указан в титрах)

## Съёмочная группа
- Режиссёр-постановщик: Василий Журавлёв
- Сценаристы: Василий Журавлёв, Дмитрий Быстролётов
- Оператор-постановщик: Тимофей Лебешев
- Художники: Артур Бергер, Саид Меняльщиков
- Композитор: Леонид Афанасьев
- Звукооператор: Нинель Калениченко
- Дирижёр: Эмин Хачатурян
- Режиссёр: Владимир Досталь
- Оператор: Вячеслав Сёмин
- Художник по костюмам: Роза Сатуновская
- Грим: Н. Тихомирова
- Монтаж: Мария Сергеева
- Комбинированные съёмки: оператор Ванда Рылач, художник Павел Сафонов
- Ассистенты
  - режиссёра: С. Бушкова, А. Назаров
  - оператора: В. Иванов, Л. Басин
  - художника по костюмам: В. Сергеева
- Художник-декоратор: Владимир Фабриков
- Мастер света: Д. Черняков
- Редактор: В. Леонов
- Консультанты: И. Максимовский, Николай Пекельник
- Музыкальный редактор: Раиса Лукина
- Танцы: солисты ГАБТ СССР
- Балетмейстер: Алексей Варламов
- Директор: Дмитрий Залбштейн

## Оценки фильма
Критик Б. Рунин в журнале «Советский экран» написал, что фильм «уже с первых кадров воспринимается как злая пародия».

Вот сюжетная суть этого поистине невероятного произведения, как бы знаменующего собой «кризис жанра». Наши резиденты в гитлеровском Берлине Сергей и Всеволод получают доступ к секретам третьего рейха, легко и просто наладив нужные связи. Во-первых, с видными гестаповцами, которые в делах сыска проявляют леденящее злодейство и младенческую наивность. Во-вторых, с прусскими аристократами, которые оказываются ещё более доверчивыми и бесхитростными партнерами и в силу своей оппозиционности Гитлеру прямо-таки навязывают нашим героям государственные тайны своей страны. При всем этом наши герои тоже выдают себя за представителей родовитой знати. Конечно, мнимая принадлежность к высшему свету неминуемо должна была бы оказаться роковой для обоих: проверка идентичности столь заметных фигур — плёвое дело для любой контрразведки. Но авторы старательно обошли этот мотив. Впрочем, будь тут хоть крупица правды, граф Периньи и фон Путилов и без того сразу разоблачили бы себя — ведь их манеры хоть кого могли бы озадачить. <…> Остаётся только недоумевать, что же побудило таких известных актёров, как И. Скобцева, Л. Хитяева, В. Дружников, А. Масюлис, В. Кенигсон, В. Козел, Ю. Будрайтис (Сергей), участвовать в подобной «клюкве» из жизни благородных баронов и графьёв «со службы».
— "Советский экран", 1974, № 4, с. 14—15
Текст, вложенный в уста персонажей, он назвал одиозным, а «лексическое простодушие» фильма оценил как «явление из ряда вон выходящее».
Вместе с тем в книге «20 режиссёрских биографий» (1978) отмечается, что режиссёр Журавлёв достаточно удачно обратился к ответственной теме о солдате невидимого фронта.

Если Вайс, Ладейников, Штирлиц — образы собирательные, то у Сергея есть реальный прототип. И если некоторые ситуации, в которые попадает герой фильма «Человек в штатском», кажутся нам фантастически неправдоподобными, то реальный разведчик, выведенный в картине под именем Сергея, бывал в ситуациях более сложных и благополучно выходил из них. Как известно, жизнь смелее любого вымысла….
— "20 режиссёрских биографий ", 1978, с. 64
В книге отмечается удачный выбор на главную роль Ю. Будрайтиса, причём «природная прибалтийская сдержанность в проявлениях чувств очень помогла актёру при работе над ролью».

Его герой — внешне сдержанный, с безупречными манерами, корректный и рассудительный — весьма импонирует и эсэсовцам, и лощёному армейскому генералу, и дамам высшего света. Режиссёру нужен был именно такой исполнитель главной роли — внешне суховатый, чуть надменный, но в глубине души легко ранимый, трепетный. Такое исполнение роли советского разведчика озадачило часть зрителей: они привыкли к более эмоциональной трактовке подобных образов… К тому же в последние годы появилось так много фильмов о советских разведчиках, что зритель пребывает в некоторой растерянности: как тут ориентироваться? Во всяком случае, «Человек в штатском» — картина, безусловно, зрительская и в кинотеатрах шла хорошо.
— "20 режиссёрских биографий ", 1978, с. 64